# 波佐見町立南小学校
波佐見町立南小学校（はさみちょうりつ みなみしょうがっこう、Hasami Town Minami Elementary School）は、長崎県東彼杵郡波佐見町長野郷にある公立小学校。

## 概要
歴史
1874年（明治7年）創立。2014年（平成26年）に創立140周年を迎えた。
校訓
「かしこく、つよく、明るく」
校章
星の絵を背景にして、中央に「小」の文字を置いている。
校歌
作詞は御厨元、作曲は豊村幹人による。歌詞は3番まであり、各番に校名の「南小学」が登場する。
校区
「長崎県東彼杵郡波佐見町」の後に「村木郷、皿山郷、稗木場郷、田ノ頭郷、川内郷、岳辺田郷、長野郷、協和郷、志折郷、平野郷、宿郷（一部）、金屋郷（一部）」が続く地域。中学校区は波佐見町立波佐見中学校。

## 沿革
- 1874年（明治7年）6月 - 下波佐見村平瀬郷に「平瀬小学校」、稗木場に「栁原小学校」が創立。
- 1886年（明治19年）9月 - 小学校令が施行される。
  - 平瀬小学校と栁原小学校の2校が統合され、尋常科（修業年限4年）を設置の上「尋常鴻ノ巣小学校」に改称。
  - 東彼杵郡早岐村（現・佐世保市早岐地域）に「長崎県第十二高等小学校」が設置される。
- 1889年（明治22年）4月 - 町村制の施行により、下波佐見村立の小学校となる。
- 1892年（明治25年）
  - 長崎県第十二高等小学校が廃止される。
  - 11月25日 - 「上波佐見村 下波佐見村 組合立 波佐見尋常高等小学校」に改称（尋常科4年・高等科4年）。
    - 上波佐見村と下波佐見村が学校組合を組織し、両村の尋常小学校が統合された上で、高等科が併置された。
- 1901年（明治34年）
  - 3月 - 上波佐見村と下波佐見村の学校組合を解消。
  - 4月「下波佐見村立 下波佐見尋常高等小学校」を長野今熊に新設。
- 1908年（明治41年）4月 - 小学校令の改正により、義務教育年限（尋常科の修業年限）が4年から6年に延長される。
  - 旧高等科1年が尋常科5年に、旧高等科2年が尋常科6年に、旧高等科3年が高等科1年に、旧高等科4年が高等科2年に振り替えられる。
- 1923年（大正13年）6月 - 校舎1棟（6教室）を増築。
- 1935年（昭和10年）- 青年学校令の施行により、併設の農業補習学校が青年学校に改称。
- 1941年（昭和16年）4月1日 - 国民学校令の施行により、「下波佐見国民学校」に改称。尋常科を初等科に改める（初等科6年・高等科2年）。
- 1947年（昭和22年）4月1日 - 学制改革（六・三制の実施）が行われる。
  - 国民学校の初等科が改組され、「下波佐見村立下波佐見小学校」に改称。
  - 国民学校の高等科と青年学校の普通科が改組され、「下波佐見村立下波佐見中学校」（新制中学校）が発足。
- 1956年（昭和31年）6月1日 - 上波佐見町と下波佐見村の合併で波佐見町が発足。これにより「波佐見町立南小学校」と改称[1]。
- 1962年（昭和37年）3月 - 校歌を制定。
- 1963年（昭和38年）3月 - 給食室が完成し、脱脂粉乳給食を開始。校旗を制定。
- 1964年（昭和39年）4月1日 - 校区の変更により、（旧）波佐見町立東小学校から村木分校が移管される。
- 1968年（昭和43年）4月 - 希望像を建立。
- 1970年（昭和45年）5月 - 共同調理方式による完全給食を開始。
- 1971年（昭和46年）
  - 1月 - 体育館が完成。
  - 8月 - プールが完成。

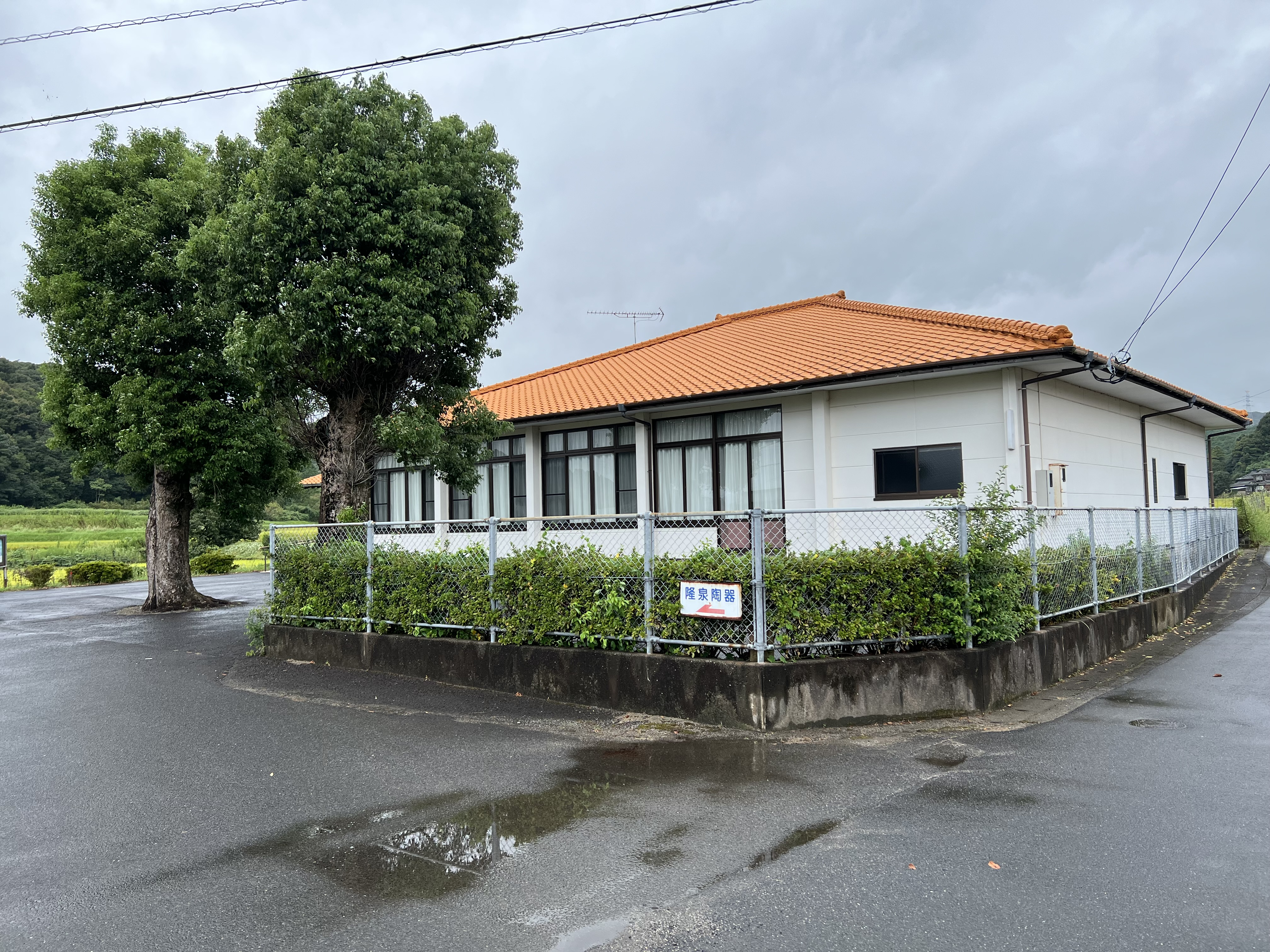
旧・村木分校跡（跡地は村木公民館、村木郷運動広場）

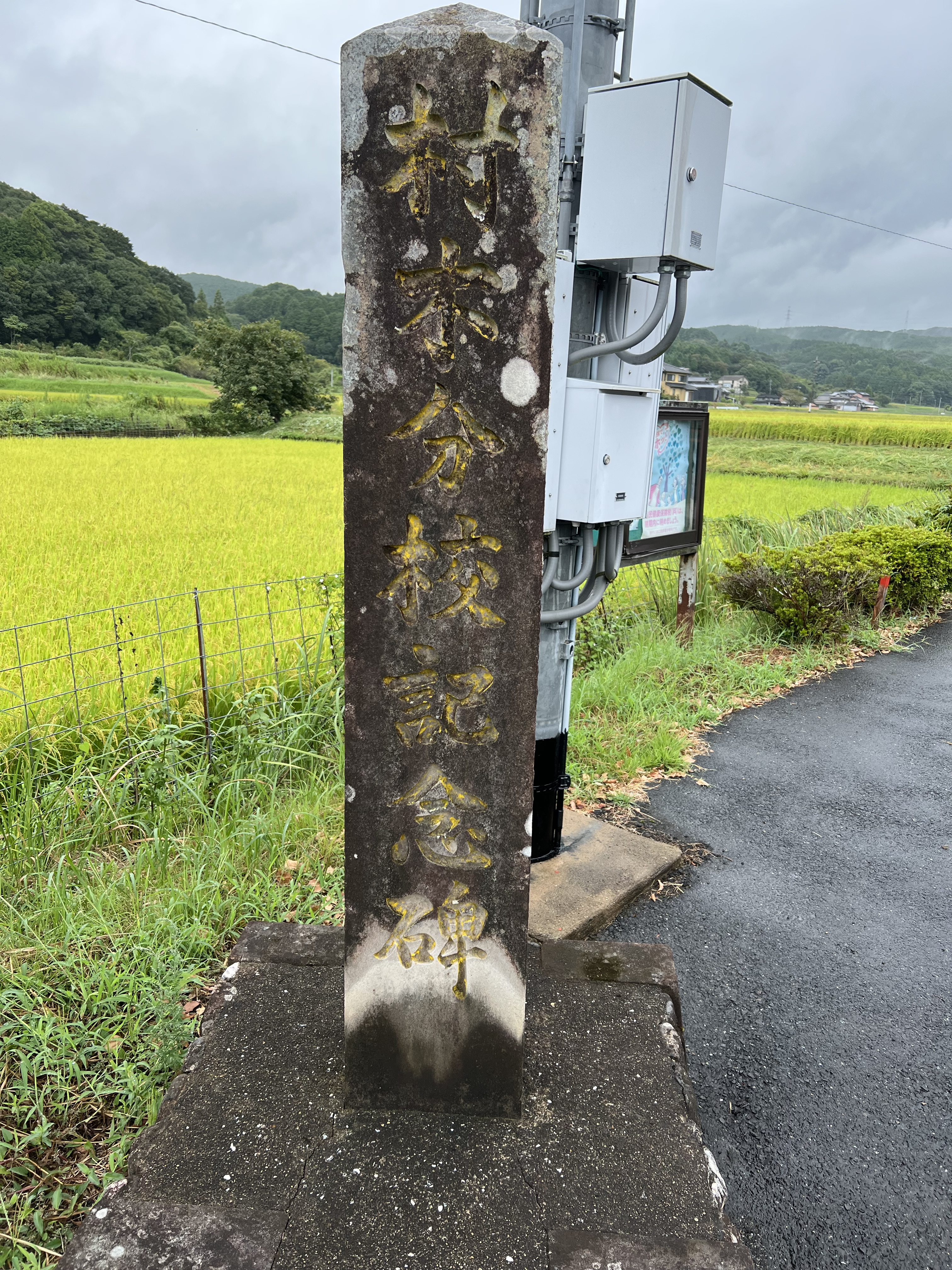
村木分校記念碑

- 1981年（昭和56年）3月31日 - 村木分校を廃止（北緯33度8分46.0秒 東経129度52分32.0秒 / 北緯33.146111度 東経129.875556度）。村木分校の跡地は村木公民館・村木郷運動広場となっている。
- 1983年（昭和58年）7月 - 鉄筋コンクリート造3階立ての校舎と運動場が完成。
- 1984年（昭和59年）4月 - 特殊学級を開設。
- 1992年（平成4年）2月 - 校舎を増築。
- 1993年（平成5年）4月 - 校訓を制定。
- 1996年（平成8年）3月 - 陶芸室が完成。
- 1999年（平成11年）10月 - 視聴覚室が完成。パソコンを設置。
- 2001年（平成13年）9月 - 会議室を第2図書館に改装。
- 2003年（平成15年）1月 - ひまわりルームが完成。
- 2007年（平成19年）3月 - 新体育館が完成。
- 2009年（平成21年）3月 - 新プールが完成。
- 2014年 (平成26年) 
  - 6月 - 校舎外壁塗装他工事着工
  - 10月- 上記工事終了

## アクセス
本校
最寄りのバス停
- 西肥自動車（西肥バス） 「南小学校前」バス停

最寄りの国道・県道
- 長崎県道・佐賀県道4号川棚有田線
- 長崎県道222号平瀬佐世保線

## 周辺
- 長崎県立波佐見高等学校
- 鴻ノ巣幼稚園
- 鴻ノ巣グラウンド・鴻ノ巣公園・鴻ノ巣山
- 下波佐見郵便局
- 川棚警察署長野警察官駐在所
- 波佐見温泉
- 波佐見病院

## 関連事項
- 長崎県小学校一覧